# Comté de Leslie
Le comté de Leslie est un comté de l'État du Kentucky, aux États-Unis. Fondé en 1878, il a été nommé d'après Preston Leslie. Son siège se situe à Hyden.
C'est un dry county.

## Géographie
Selon le recensement de 2000, le comté a une superficie totale de 1 047,3 km2, dont 1 046,4 km2 (99,92 %) de terre et 0,9 km2 (0,08 %) d'eau.